# Ngabab
Ngabab is een bestuurslaag in het regentschap Malang van de provincie Oost-Java, Indonesië. Ngabab telt 7670 inwoners (volkstelling 2010).